# Нік Браун
Ніколас Х'ю «Нік» Браун (англ. Nicholas Hugh «Nick» Brown; 13 червня 1950, графство Кент, Англія) — британський політик-лейборист. Відкритий гей (камінг-аут у 1998 році).
Він виріс у Танбрідж-Веллс, Кент. Він навчався в Університеті Манчестера, а потім працював у рекламному відділі компанії Procter & Gamble. У 1978 році він став юридичним радником профспілки GMBATU у північному регіоні. У 1980 році був обраний до ради міста Ньюкасл. У 1983 році він вперше переміг на виборах до Палати громад.
З 1985 року був основним юридичним доповідачем опозиції, у 1988 — доповідачем з фінансів. У 1994 році він став міністром охорони здоров'я у тіньовому уряді, у 1995 був обраний заступником партійного організатора Лейбористської партії. Після перемоги лейбористів на виборах 1997 року він став головним урядовим організатором і парламентським секретарем Казначейства.
У період 1998–2001 — міністр сільського господарства, рибальства і продовольства в уряді Тоні Блера.
У період 2007–2008 — скарбник Королівського двору.
З 2008 по 2010 — урядовий головний організатор і парламентський секретар Казначейства.
Браун завжди вважався прихильником Гордона Брауна.